# 福爾摩斯仿作
福爾摩斯仿作是指亞瑟·柯南·道爾之外的作家以其推理小說《福尔摩斯探案》內的相同的故事人物及時空背景創作，用十九世紀的倫敦為背景、及以福爾摩斯和約翰·華生的探案過程為主軸的故事。

## 起源
「福爾摩斯仿作」的作家，其目的多分為兩類，一類是為挑戰經典，因為「亞瑟·柯南·道爾」創作的「福爾摩斯」為人津津樂道，並締造了「古典派」推理小說的『黃金時期』，因此福爾摩斯便成為許多後輩模仿的對象，另一類則是因為柯南·道爾貴為一名推理小說的『大宗師』，所以自然有不少後人希望透過續寫福爾摩斯的故事，以表對大師的致敬。
而且，讀者們也希望藉由福爾摩斯仿作來暫時過過癮，尤其在《最後一案》與《歸來記》之間，因亞瑟·柯南·道爾在《最後一案》中，安排「夏洛克·福爾摩斯」和「詹姆斯·莫里亞蒂教授」一同死去而完結故事，此舉引起讀者們極大的迴響與不滿，因此在《歸來記》之前，部分作家就以福爾摩斯仿作之名來填補這段「空窗期」。
之後，在亞瑟·柯南·道爾正式讓福爾摩斯告別偵探生涯去養蜂為樂後，才又讓福爾摩斯仿作再度興起。

## 種類
「福爾摩斯仿作」可以分為三類：
第一類，是完全模仿柯南·道爾的福爾摩斯，也就是同樣以「約翰·華生」的角度來筆述福爾摩斯的偵辦過程，簡單來說就是「翻版」小說。
第二類，同樣是描寫福爾摩斯的偵探故事，但並非像原著是由「約翰·華生」或「約翰·華生的妻子」執筆，而是由第三者筆述，所以筆風會明顯與柯南·道爾的福爾摩斯不同。
第三類，則是「他人著作」的小說中的「主角」會與福爾摩斯「合作破案」又或是「進行對決」，而這類小說中的福爾摩斯會反轉成「配角」，此類手法可以看做是其他作家用來刺激銷路的一種手段。

## 第一部仿作
1887年，亞瑟·柯南·道爾於《比頓聖誕年刊》發表第一部偵探小說——《血字的研究》，但當時此作並未讓柯南·道爾走紅，直到短篇小說《波希米亞醜聞》在1891年時於《海濱雜誌》上發表後，「夏洛克·福爾摩斯」才開始聲名大噪，而第一部福爾摩斯仿作《My Evening With Sherlock Holmes》只比《波希米亞醜聞》晚4個月發表，於同年11月面世，這部仿作是由「John Gibson」和「Richard Green」合著。

## 《亞森·羅蘋》中的福爾摩斯
法國作家「莫里斯·盧布朗」，曾於《Arsene Lupin contre Herlock Sholmès》及《怪盜與名偵探》中，敘述「亞森·羅蘋」與一名叫做「Herlock Sholmès」的偵探對決。
一開始於雜誌上連載《Arsène Lupin, gentleman-cambrioleur》時，莫里斯·盧布朗的確是將「亞森·羅蘋」對決的對象寫成是「夏洛克·福爾摩斯（Sherlock Holmes）」，但隨即引來福爾摩斯迷們的不滿。
雖然，福爾摩斯的作者亞瑟·柯南·道爾當時沒有提出強烈的抗議，但他仍舊忍不住的指出這是一種「不道德的行為」，於是在單行本發行時莫里斯·盧布朗便將此角的名字改成「Herlock Sholmès」，而「華生（Watson）」也一並被改成「威爾森（Wilson）」，至於「貝克街221B（baker street 221B）」也被改成是「帕克街219（parker street 219）」。
因此，夏洛克·福爾摩斯才變成沒跟亞森·羅蘋對決過，但莫里斯·盧布朗在他往後的其他作品裡，如《奇巖城》中依然讓主角亞森·羅蘋和Herlock Sholmès進行對決。
另外，在台灣的「台譯本」和香港的「港譯本」裡，大多數的譯者都會「還原」莫里斯·盧布朗的「影射」，直接將「Herlock Sholmès」翻譯成「夏洛克·福爾摩斯」。

## 雅卓安·柯南·道爾
「雅卓安·柯南·道爾」是「亞瑟·柯南·道爾」的「兒子」，曾著有《柯南·道爾的一生》，在「原版」的《福爾摩斯探案》中，亞瑟·柯南·道爾曾經在不同的故事中輕輕的帶過某些案件，但最後都沒有出版成小說，因此雅卓安·柯南·道爾便將這些故事集結成冊。
1954年時，「雅卓安·柯南·道爾」和「約翰·狄克森·卡爾」合著《福爾摩斯的功績》（英語：The Exploits of Sherlock Holmes）一書，全書共收錄12篇短篇故事，雅卓安和約翰一人各寫6篇故事，也由於雅卓安是亞瑟·柯南·道爾的兒子，因此雅卓安非常熟悉父親亞瑟·柯南·道爾的筆風，所以著作水準極高。

## 歐美區其他仿作
「愛倫·坡」被喻為是「推理小說之父」，因此「美國推理作家協會」於1946年起，便以愛倫·坡之名創辦了「愛倫·坡獎」，此奬一直被視為是「推理小說界」的「最高殊榮」，而兩位曾榮獲愛倫·坡獎的作家，美國的「推理大師」艾勒里·昆恩與英國的「犯罪天后」阿嘉莎·克莉絲蒂，也曾經推出過福爾摩斯仿作。
1966年，「艾勒里·昆恩」將電影《A Study in Terror》改编成小說，這篇小說講述福爾摩斯想解決「開膛手傑克」的連續兇殺案，艾勒里·昆恩亦有登場，《A Study in Terror》中，福爾摩斯的部份由保羅·W·菲爾曼撰寫，佛德列克·丹奈和曼佛雷德·李（即艾勒里·昆恩）共同參與。

## 亞太區其他仿作
在日本的「日本推理作家協會獎」得主「鮎川哲也」、「山田風太郎」及「加納一朗」均寫過福爾摩斯仿作，加納一朗更憑著描寫福爾摩斯在《最後一案》和《歸來記》的中間時期，流落到日本的故事——《ホック氏の異郷の冒険》，而榮獲1984年第37屆「日本推理作家協會獎」。
「新本格派小說」的「開山鼻祖」——島田莊司，也曾透過描寫「夏目漱石」在倫敦留學時遇見福爾摩斯的福爾摩斯仿作——被詛咒的木乃伊，而入選1984年下半期的第92回「直木賞」。
在香港與「倪匡」兄弟相稱的「沈西城」，獲倪匡授權續寫倪匡筆下人物，因此讓沈西城能在小說《四大名探》中讓福爾摩斯和衛斯理碰頭。

## 非推理仿作
福爾摩斯雖然是著名的推理偵探，不過其他類型的小說裡也能看到福爾摩斯的蹤跡，如美國1975年的世界奇幻獎得主的科幻小說家——「Manly Wade Wellman」和其兒子「Wade Wellman」就合著了《Sherlock Holmes's War of the Worlds》一書，這本小說可謂是部「三重仿作」，一來是續寫了著名科幻小說家「赫伯特·喬治·威爾斯」的《星際戰爭》，描寫火星人侵略地球，二來則是加入了「亞瑟·柯南·道爾」的推理小說主角「夏洛克·福爾摩斯」和科幻小說《失落的世界》中的一角「查倫諸教授」，使這本小說成為一部三重仿作的福爾摩斯仿作。
世界各地的福爾摩斯仿作，另有英國作家「安東尼‧赫洛維茲」的《絲之屋》、《莫里亞蒂的算計》，「艾倫‧夏普(Allen Sharp)」的追蹤福爾摩斯系列(In the Footsteps of Sherlock Holmes)、《魔鬼的蹄印》、《藍衣女郎》、《雅賊》、《明信片之謎》，以及《謀殺，我親愛的華生》、《月冬至節謎案》、《吸血鬼凶殺案》、《坦得裡奇莊園謀殺案》、《閒蕩殺手》、《混血女人之謎》、《鬼室與陰影》、《少年神探福爾摩斯》、《荒墓疑雲》、《福爾摩斯懸案》、《真假福爾摩斯》、《華生醫生的秘密日記：萊辛巴赫瀑布福爾摩斯生死之謎》、《福爾摩斯東方探案》、《福爾摩斯密碼》、《福爾摩斯的功績》、《貝格街謀殺案》、《被詛咒的木乃伊》、《倫敦西區慘案》、《金絲雀的訓練師》、《賀克的異國冒險》、《賀客的紫禁城對決》、《賀客的香港島挑戰》……等。